# Simoca
Simoca è una città dell'Argentina, appartenente alla provincia di Tucumán, situata a 52 km a sud del capoluogo provinciale San Miguel de Tucumán.